# Léguer
Der Léguer ist ein Fluss in Frankreich, der im Département Côtes-d’Armor in der Region Bretagne verläuft. 
Der Léguer entspringt an der Gemeindegrenze von Maël-Pestivien und Bourbriac, entwässert generell in nordwestlicher Richtung und mündet nach rund 58 Kilometern westlich von Lannion in einem etwa neun Kilometer langen Mündungstrichter in der Bucht von Lannion in den Ärmelkanal.
In Lannion wird der Léguer auf einer Seite gestaut, so dass dort 1992 die ca. 250 Meter lange Wildwasseranlage Stade d’eau vive de Lannion erbaut wurde.

## Orte am Fluss
- Pont-Melvez
- Belle-Isle-en-Terre
- Trégrom
- Lannion